# ПУ-12
ПУ-12 (Індекс ГРАУ — 9С482) — радянський і російський пересувний пункт керування підрозділів ППО.

## Опис конструкції
Основним призначенням ПУ-12 є управління різними засобами вогневого ураження повітряних цілей, що перебувають на озброєнні підрозділів ППО. ПУ-12 розміщується на базі бронетранспортера БТР-60ПБ.
В екіпаж машини входять чотири людини:
1. Механік-водій;
2. Командир відділення;
3. Радист-розвідник;
4. Оператор.

Модифікація ПУ-12М забезпечує управління бойовими засобами ЗРК типу 9К330 «Тор», ЗРК 9К33М3 «Оса-АКМ», 9К35М «Стрела-10М», 9К35М2 «Стрела-10М2», ЗРГК 2К22М1 «Тунгуска-М1», а також ПЗРК 9К38 «Ігла». Пункт управління здійснює прийом інформації про обстановку, потім обробляє інформацію, приймає рішення про необхідні дії і передає вказівки стрільцям-зенітникам і бойовим машинам.

### Засоби спостереження і зв'язку
Для забезпечення управління засобами ППО на ПУ-12М встановлено 3 радіостанції Р-123М, радіостанція Р-111, Р-407, а також є телескопічна щогла висотою 6 м. Крім того в машині є автоматична система передачі даних.

### Спеціальне обладнання
До складу спеціального обладнання ПУ-12М входять такі елементи:
1. ТЗК (труба зенітна командирська);
2. Курсопрокладач КП-4;
3. Артилерійська бусоль;
4. Прилад радіаційного оповіщення та розвідки ДП-3Б;
5. Польовий телефон та інше обладнання.

## Модифікації
- 9С482 — базовий варіант
- 9С482М — модифікація ПУ-12М

## Машини на базі
- 9С482М6 — пересувний пункт управління ПУ-12М6, сучасний варіант пересувного пункту управління ПУ-12, як база використовується шасі бронетранспортера БТР-80, також встановлені більш досконалі прилади
  - 9С482М7 — подальша модифікація ПУ-12М6 з установкою більш сучасного обладнання

## Оператори
- СРСР — 47 одиниць ПУ-12 в зоні «до Уралу», станом на 1991 рік[2], перейшли до держав, що утворилися після розпаду
- Алжир — 10 одиниць ПУ-12 поставлені з СРСР в період з 1979 по 1980 роки для використання з 9К31 «Стріла-1»[3]
- Греція — 16 одиниць ПУ-12 поставлені з Росії у 1988 році для використання з 9К33М3 «Оса-АКМ»[3]
- Індія — 50 одиниць ПУ-12 поставлені з СРСР в період з 1979 по 1984 роки для використання з 9К31 «Стріла-1»[3]
- Куба — 10 одиниць ПУ-12 поставлені з СРСР в період з 1985 по 1986 роки для використання з 9К35 «Стріла-10-СВ»[3]
- НДР — 24 одиниці ПУ-12 поставлені з СРСР в період з 1981 по 1984 роки для використання з 9К31 «Стріла-1»[3]
- Польща — 50 одиниць ПУ-12 поставлені з СРСР в період з 1976 по 1980 роки для використання з 9К31 «Стріла-1»[3], 15 одиниць ПУ-12 поставлені з СРСР в період з 1986 по 1988 роки для використання з 9К35 «Стріла-10-СВ»[3]
- Росія
- Угорщина — 7 одиниць ПУ-12 поставлені з СРСР в період з 1979 по 1983 роки для використання з 9К35 «Стріла- 10-СВ»[3]
- Україна[4]
- Чехословаччина — 28 одиниць ПУ-12 поставлені з СРСР в період з 1980 по 1989 роки для використання з 9К31 «Стріла-1»[3], 5 одиниць ПУ-12 поставлені з СРСР в період з 1982 по 1984 роки для використання з 9К33М3 «Оса-АКМ»[3], 25 одиниць ПУ-12 поставлені з СРСР в період з 1984 по 1990 роки для використання з 9К35 «Стріла-10-СВ»[3]